# Linda Sokhulu
Linda Sokhulu (Durban, 13 de septiembre de 1976) es una actriz sudafricana. En 2014 fue nominada en la categoría de mejor actriz en la décima edición de los Premios de la Academia del Cine Africano.

## Carrera
Iniciando su carrera en 2004, Sokhulu interpretó el papel de Cleo Khuzwayo en la serie de televisión de su país Generations. En 2013 protagonizó su primer largometraje, Felix, donde interpretó el papel de la madre de un saxofonista. Por esta actuación fue nominada a los Premios SAFTA y a los Premios de la Academia del Cine Africano. La película fue premiada en el Festival Internacional de Cine de Durban, donde fue descrita como "una película que podría competir con cualquier producción de Hollywood".

## Filmografía
- Isidingo [6]
- Generations (2004 - 2007)
- A Place Called Home (2006)
- Ubizo: The Calling (2007)
- Shreds and Dreams (2010 & 2014)
- Felix (2013)